# Sorin Moisă
Sorin Moisă (n. 7 ianuarie 1976, Piatra-Neamț, Neamț, România) este un politician independent român care a servit și ca europarlamentar în Parlamentul European în legislativul 2014-2019. Presa din România i-a vehiculat numele de mai multe ori, fiind considerat un potențial candidat pentru poziția de Prim-Ministru. 
Acesta a fost ales în funcția de europarlamentar pe listele Partidului Social Democrat (PSD), dar a părăsit formațiunea politică și a devenit independent în noiembrie 2017. Acesta a făcut mișcarea respectivă pentru că, conform spuselor sale, partidul sub conducerea lui Liviu Dragnea a adoptat o doctrină naționalistă și populistă care amintea de vremurile comuniste. În Parlamentul European acesta a fost membru al grupului Alianța Progresistă a Socialiștilor și Democraților (S&D) până în 2017, după care s-a alăturat grupului de centru-dreapta Partidul Popularilor Europeni (EPP) ca independent, în urma părăsirii acestuia a PSD. Moisă a fost ales de două ori de Politico Europe, în 2016  și 2017 , drept unul dintre cei 40 cei mai influenți europarlamentari, clasându-se de ambele ori pe poziția 31. 
Înainte să fie ales ca membru al Parlamentului European, acesta a fost adjuntul-șef al cabinetului condus de Comisarul pe Agricultură al Uniunii Europene, Dacian Cioloș (2010-2014), consilier politic al delegației Comisiei Europene din România (2002-2006) și jurnalist la publicația Monitorul (1997-2002).

## Politica Europeană
În Parlamentul Europeann, Moisă a fost membru în Comisia de Relații Internaționale și Delegația pentru Relații cu Statele Unite ale Americii.  În acest timp, a mai fost și Președinte al grupului pentru Dialog cu Singapore din cadrul Parlamentului European. 
Ca Europarlamentar din partea S&D, acesta a fost responsabil pentru tratatul CETA (Comprehensive Economic and Trade Agreement) încheiat între Uniunea Europeană și Canada. Conform Politico Europe, Moisă a jucat un rol important, fiind considerat “pilonul conceptului de schimb economic liber din grupul Socialist” : “întreabă orice oficial al guvernului Canadian care dintre membrii din Parlamentul European a jucat rolul cel mai important în semnarea tratatului CETA, iar aceștia îți vor spune ca Moisă a fost chiar mai magistral decât Comisarul Cecilia Malmstrom”. Într-un interviu cu publicația Reuters din ianuarie 2017, Moisă a declarat că CETA reprezintă “mai mult de cât un tratat de schimb economic liber cu Canada. Acesta este de fapt o declarative oficială a Uniunii Europene în privința modului prin care trebuie să relaționeze Uniunea cu restul lumii”. 
Tratatul CETA a fost destul de contestat în Europa și a avut parte de un proces de ratificare destul de dificil, fiind văzut ca un precursor al Tratatului Transantlatic (TTIP), o înțelegere mamut dintre Uniunea Europeană și Statele Unite ale Americii.  Un număr semnificant de proteste coordonate au avut loc împotriva ambelor tratate în octombrie 2014 în multe țări din Europa.  În Berlin, mai mult de 150.000 de oameni au ieșit pe stradă pentru a protesta împotriva tratatului.  Unul dintre cele mai contestate puncte din tratat a fost cel reprezentat de Investor State Dispute Settlement (ISDS).  În noiembrie 2014, Moisă a publicat un editorial în care sugera reformarea ISDS prin impunerea unui sistemului de stat-către-stat prin care judăcatorii erau aleși pe o perioadă nedeterminată în cadrul unor Curți de Apel modelate după WTO.  Acesta a argumentat că nu este cazul ca “tratatele unei noi generații negociate cu mare atenție”, cât și relațiile transatlantice, “să fie sacrificate pe un altar al ISDS”.  În septembrie 2015, Comisarul pe Schimburi Economice, Cecilia Malmstrom, a publicat o propunere prin care ICS (Investment Court System) ar fi înlocuit SDS în tratatul de schimb economic al Uniunii Europene.  La scurt timp după ce guvernul lui Trudeau a fost investit în legislativul Canadian, la 4 noiembrie 2015, Moisă a scris un alt editorial, din funcția de Raportor S&D al CETA, în care ruga Guvernul Canadian să “încerce din toate puterile să lucreze alături de Comisia Europeană (…) pentru a îmbunătăți segmentele care se refereau la investiții din CETA la un nivel la care ar fi devenit acceptabile pentru majoritatea parlamentarilor europeni”.  Într-un final, Canada a acceptat să schimbe CETA, iar ICS a înlocuit în cele din urmă ISDS. 
Moisă este perceput ca fiind unul dintre cel care a negociat cu succes, în cadrul tratatului politic CETA, renunțarea la regimul de vize pentru români (și bulgari) impus de către guvernul canadian în trecut.  În această privință, acesta a lucrat alături de guvernul român, condus la acel timp de Prim Ministrul Dacian Cioloș.  În aprilie 2016, Moisă și-a dat demisia din funcția de Raportor S&D al tratatului CETA din Parlamentul European drept protest pentru ce a numit la acel timp “comportamentul dezamăgitor al Canadei în privința vizelor”.  Presa canadiană s-a referit la demisia lui drept “…”. Și-a reluat rolul ca Raportor  în octombrie 2016 după ce Canada a acceptat să renunțe în totalitate la regimul de vize începând cu 1 decembrie 2017.  Guvernul Român i-a recunoscut meritele în totalitate în ceea ce privește această mare realizare , dar nu și propriul lui partid, unde președintele Liviu Dragnea a fost înregistrat spunând că România a fost păcălită să accepte CETA fără ca să obțină eliminarea completă a regimului de vize.  În urma acestor declarații, Dragnea a fost corectat de Cioloș , care a declarat public că vizele au fost într-adevăr eliminate începând cu data de 1 decembrie 2017, ziua națională a României. Moisă a explicat mai departe că personal a ales această dată, care a fost stabilită alături de Prim Ministrul Cioloș și ministrul Tudorache tocmai pentru a “sublinia rolul principal al României în această victorie”, cât și pentru a preîntâmpina un anunț prematur din partea Prim Ministrului bulgar Borisov, care a încercat să maximizeze rolul țării sale în semnarea acestui tratat prin schimbarea datei în care acesta trebuia să fie semnat din 1 decembrie 2018 în 1 mai 2018. Cu toate acestea, după o convorbire dintre Prim Ministrul Trudeau Prim Ministrul Cioloș purtată în octombrie 2016 , oficialul roman a declarat că nu acceptă data de 1 mai 2018 ca zi de semnare, insistând ca ziua de 1 decembrie 2017 să fie cea în care tratatul va fi semnat. 
Ca președinte al grupului pentru Dialog cu Singapore din Parlamentul European, Moisă a promovat mult amânatul tratat economic de liber schimb dintre Uniunea Europeană și Singapore, considerând că Singapore este un partener economic și strategic cheie al Uniunii Europene.   Contribuția acestuia în ratificarea tratatului de catre Parlamentul European a fost recunoscută în mod oficial de catre Ministrul însărcinat cu tratatele din Singapore, S. Iswaran. 
În ceea ce privește comerțul, cât timp a fost membru al Socialiștilor și Democraților în Parlamentul European, Moisă a îndeplinit rolul de Raportor pentru tratatul de liber schimb cu Mexic.  Negocierile cu Mexic au fost îndeplinite în aprilie 2018, și au inclus noul ICS (Investment Court System).  Acesta a mai responsabil și pentru relațiile economice cu Republica Moldova, fiind cel care monitoriza tratatul preferențial autonom și asistența macro-financiară obținută din partea Uniunii Europene.  După ce a devenit membru EPP, Moisă a devenit Raportor al Parlamentului European pentru negocierea tratatului de liber schimb economic dintre Uniunea Europeană și Australia. Din acest rol, acesta și-a susținut punctul de vedere cum că Australia trebuie să fie în continuare axată pe a combate fenomenele încălzirii globale, cât și obligația Australiei de a urma pașii stipulate în tratatul de la Paris. 

## Politica Românească
Conform propriilor declarații, Moisă devenit membru al Partidului Social Democrat (PSD) în urma invitației primite de la liderul de atunci al PSD, Victor Ponta, înainte ca partidul să trimită lista finală cu candidații pentru pozițiile de Europarlamentari, în 2014. 
După alegerile legislative din decembrie 2016, câștigate fără discuții de către PSD, liderul partidului Liviu Dragnea l-a numit pe Sorin Grindeanu drept Prim Ministru la data de 4 ianuarie 2017. Imediat după, în noaptea de 31 ianuarie 2017, guvernul a adoptat în mod oficial mult controversata Ordonanță 13, prin care practic se anulau ani de zile de lupta împotriva corupției, cât și se revenea la stilul de schimbare a amendamentelor codului penal prin ordonanțe de urgență. Din această cauză, sute de mii de români au ieșit în stradă să protesteze.  Pe data de 3 februarie, Moisă a publicat un mesaj al cărui prime fraze a fost “vine un moment în care a-ți păstra liniștea înseamnă a fi vinovat”.  Totodată, acesta și-a manifestat sprijinul pentru protestatari și a cerut ca Ordonanța 13 să fie anulată. Acesta a explicat că a sperat să poată să amâne acest mesaj până când acordul CETA urma să fie votat în Parlamentul European, pe data de 15 februarie, ca să evite posibila renunțare a sprijinului politic din partea colegilor săi, pentru că se temea că “trecerea de linia roșie ar fi putut să afecteze interesele fundamentale ale României”.  Guvernul a anulat Ordonața 13 pe data de 5 februarie.
Moisă și-a dat demisia eventual din PSD pe data de 18 noiembrie 2017, după ce președintele partidului, Liviu Dragnea, a fost pus sub acuzare de către OLAF, oficiul anti-fraudă al Uniunii Europene, pentru deturnare de fonduri europene.  În lungul său mesaj prin care și-a anunțat demisia din PSD, Moisă l-a îndemnat pe Dragnea să demisioneze, acuzându-l că a readus în prim plan “reflexele atât de bine cunoscute ale comunismului naționalist”, punând în acest mod România pe un traseu autoritar tocmai ca să scape de acuzațiile aduse de către sistemul judiciar.  Moisă și-a anunțat și demisia din grupul Alianța Progresistă a Socialiștilor și Democraților din Parlamentul European, menționând că multe partide care fac parte din acest grup au “migrat către stânga radicală cu care el nu este de acord absolut deloc”. Concomitent, acesta a anunțat că o să devină membru al grupului de centru-dreapta al Popularilor Europeni (EPP), ca independent. 
Presa din România a vehiculat numele lui Moisă ca potențial Prim Ministru al României la alegerile legislative din decembrie 2016. Acesta a respins zvonurile, argumentând că nu este destul de cunoscut în partid.  A insistat și a spus că dacă este propus, o să refuze imediat propunerea.  Ideea a ieșit la iveală când PSD-ul și-a dat jos propriul guvern, condus de Sorin Grindeanu, în iunie 2017, cu opoziția lui Moisă față de Ordonanța 13 ca argument împotriva nominalizării acestuia.  Când Partidul Național Liberal (PNL) pregătea votul de neîncredere împotriva guvernului PSD condus de Dăncilă, în octombrie 2019, numele Moisă a fost vehiculat încă o dată pentru poziția de prim-ministru, dacă liderul PNL Ludovic Orban n-ar fi putut aduna o majoritate.  Lista l-a inclus pe Emil Hurezeanu, ambasadorul României în Germania, un jurnalist respectat. Hurezeanu a declarat că nu a fost abordat și că nu era intereat, insistând că această speculație este nimic mai mult decât ”fake news”. 

## Educație
Sorin Moisă are un doctorat în Relații Internaționale obținut la Universitatea din Oxford (2017).